# Фестивал монодраме и пантомиме
Фестивал монодраме и пантомиме је позоришни фестивал посвећен пантомимској и монодрамској уметности. Организује се једном годишње у Београду крајем јуна и почетком јула, и већ традиционално се одржава у Позоришту лутака „Пинокио“. Фестивал додељује знамениту позоришну награду "Златну колајну".

## Историја
Основан је 1973. године одлуком Скупштине општине Земун, а идејни творац је био Љубиша Ружић. Концепцију фестивала је осмислио ауторски тим истакнутих театарских ствараоца: пре свих, једна од најзаслужнијих и најиницијативнијих, проф. ФДУ Огњенка Милићевић. Основни концепт, као и многи програми и предлози су били њен допринос изграђивању концепције Фестивала. А затим и др Миленко Мисаиловић, драматург Народног позоришта, Предраг Перовић, критичар, Бранко Радивојевић друштвено-политички радник, др Бранивој Ђорђевић, проф. ФДУ, Живомир Јоковић, редитељ, Марко Тодоровић, глумац, Феликс Пашић, позоришни критичар, а први директор Фестивала је био Митар Мија Стефановић, и то од оснивања па до прекида постојања Фестивала, закључно са 1992. годином. Од 1993. до 1996. године Фестивал монодраме и пантомиме се није одржавао услед политичких неприлика током распада Југославије. Група театарских посланика је покренула иницијативу 1995. године да се Фестивал обнови. Тој групи припадају Борислав Балаћ, Иван Бекјарев, Љиљана Благојевић, Ивица Клеменц и Радомир Путник, који су, уз помоћ и подршку Даринке Матић Маровић, у то време ректора Универзитета уметности и председника Савета фестивала, успели да оживе Фестивал 1996. године. Од тада до данас се фестивал редовно одржава, и 2015. године је обележио јубиларни 40. фестивал.

## Руководство фестивала
По одлуци Скупштине општине Земун, 2015. године именовани су нови чланови Савета и Директор фестивала. На челу Савета Фестивала ће бити глумац Народног позоришта Предраг Милетић, док ће чланови бити Радомир Путник, Рада Ђуричин, Игор Бојовић, Растко Јанковић, Стеван Родић и Вања Станивук. За Директора Фестивала именован је Борислав Балаћ. Од 2019. године селектор фестивала је Предраг Милетић, председник савета Игор Бојовић а уредник штампаних издања фестивала Тадија Милетић.

## Учесници
У монодрамском делу програма учествовали су најзначајнији глумци из пређашње и садашње Југославије међу којима су и Раде Шербеџија, Љуба Тадић, Маја Димитријевић, Мира Бањац, Рада Ђуричин, Лазар Ристовски, Перо Квргић, Зијах Соколовић, Петар Краљ, Љиљана Благојевић, Јосип Пејаковић, Ружица Сокић, Милош Жутић, Милена Дравић и други. Као пантомимичари, наступили су уметници из целог света, а међу њима и: Ладислав Фијалка, Ердинч Динчер, Стјуарт Фишер, Сами Молхо, Андрес Валдес, Фред Карчак, школа Марсел Марсоа, Џанго Едвардс, Роберто Ескобар, Адам Даријус, Петер Висброд, Ен Денис, Ив Лебретон, Волфганг Нојхаузен-Немо, Марипол и Филип Гудар, Андреј Александер и други.

## Издања фестивала
Фестивал је до сада, поред редовних годишњих програмских књижица издао шест књига неколико аутора:
- Антологија савремене монодраме, Радомир Путник
- Панорама монодрама, Радомир Путник
- Позоришне и телевизијске монодраме, Радомир Путник
- Моје монодраме, Рада Ђуричин
- Сами са публиком, Мирјана Ојданић
- Земунска позорја, Алојз Ујес